# Municipio di Pegau
Il municipio di Pegau è un imponente edificio rinascimentale a Pegau, nel circondario di Lipsia in Germania, ed è utilizzato dall'amministrazione comunale e come sede del museo cittadino. Nell'ex Ratskeller al piano terra si trova un ristorante greco. La torre viene utilizzata come torre panoramica in estate.

## Storia
Il municipio di Pegau è un pregevole edificio rinascimentale con torre centrale che si erge lungo la piazza del mercato e fu costruito nel 1559 dal capomastro Paul Widemann su progetto di Hieronymus Lotter. I timpani un tempo esistenti furono demolite dopo gli incendi del 1644 e del 1670. Il grande salone fu spostato nel 1845, l'interno fu completamente ricostruito nel 1899/1900 e sul retro fu aggiunta una scala. I restauri sono avvenuti nel 1960 e nel 1993 e dal 2023.

## Architettura
La disposizione con struttura longitudinale e torre mostra inequivocabilmente il modello del Municipio Vecchio di Lipsia del 1556. L'imponente edificio a due piani è dotato di una torre a pianta quadrata sporgente verso il lato del mercato, che si fonde in un ottagono ai piani superiori e con cappa e lanterna è completata. Grandi finestre rettangolari irregolarmente spaziate, deformate a parallelogrammi sulla torre, con pareti profilate in ignimbrite, illuminano l'interno. Un robusto cornicione in laterizio con mensole in laterizio struttura l'edificio. Sotto la trabeazione sorretta da paraste scanalate sono disposti magnifici portali rinascimentali ad arco semicircolare chiuso. Sulla torre è presente un doppio portale asimmetrico, l'ingresso sinistro (che conduce alle scale) è dotato di nicchie con posti a sedere. Questo doppio portale è decorato con ritratti a medaglione e uno stemma del Principato Elettorale di Sassonia a coronamento ed è stato ristrutturato intorno al 1900. Un altro portale di nicchia con gli anni 1561 e 1900 porta lo stemma della città di Pegau.

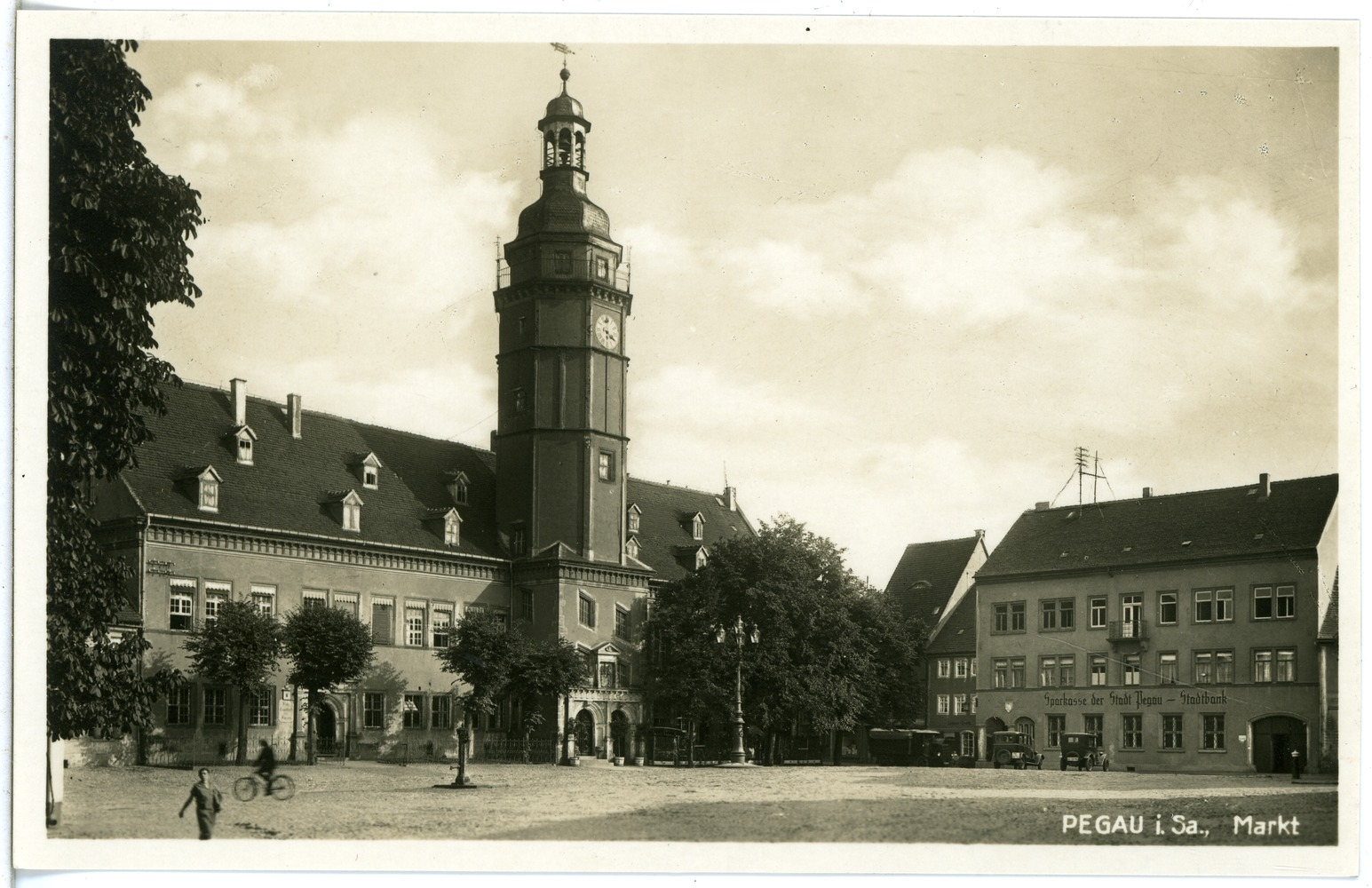
Su una cartolina da 1928
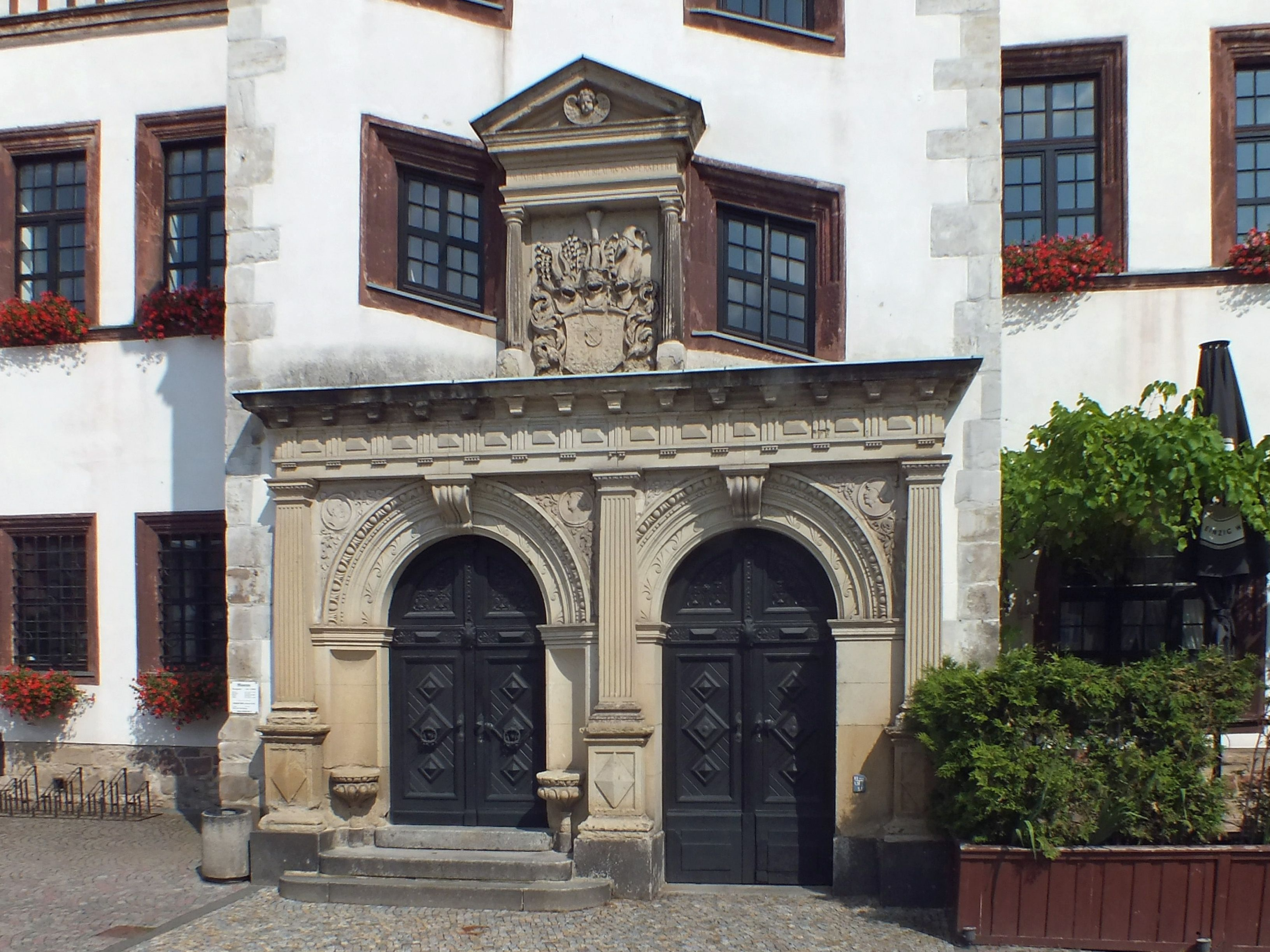
Doppio portale
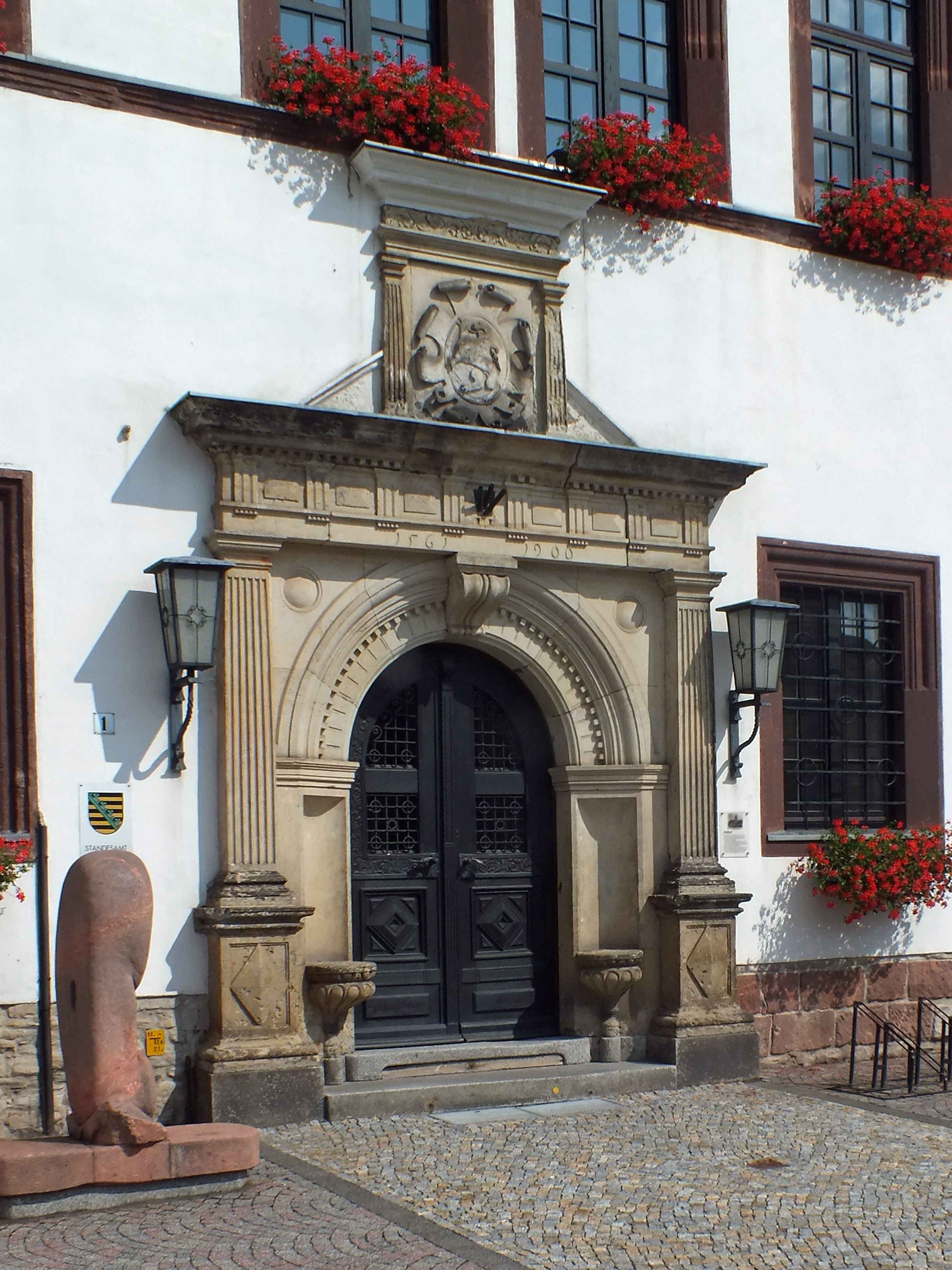
Portale di nicchia per posti a sedere